# Piperacilina
La piperacilina es un antibiótico betalactámico de espectro extendido que pertenece a la clase de las ureidopenicilinas. Por lo general se administra conjuntamente con el inhibidor de la betalactamasa tazobactam, conllevando una mayor actividad incluyendo patógenos Gram positivos y Gram negativa, y organismos aeróbicos como la Pseudomonas aeruginosa.

## Farmacología
La piperacilina no se absorbe bien por vía oral, por lo que se administra como terapia intravenosa o intramuscular. La asociación con tazobactam se administra por vía intravenosa cada 6-8 horas o como una infusión continua, aunque no tiene ventajas superiores en el tratamiento por infusión continua.

## Indicaciones
Los principales usos de la piperacilina son en la medicina de terapia intensiva para el tratamiento de neumonía bacteriana, peritonitis, pie diabético infectado y el tratamiento empírico en la neutropenia febril, como en el caso de la post-quimioterapia. Es activo frente a casi todos los estafilococos sensibles a la meticilina, estreptococos y enterococos. Las bacterias Gram positivas resistentes a piperacilina, por un mecanismo diferente al de la existencia de betalactamasas, permanecen resistentes a la combinación de piperacilina con tazobactam.

## Espectro
Pseudomonas, estreptococos, enterococos, estafilicoco sensible a oxacilina y la mayoría de las enterobacterias